# Шестаков, Александр Григорьевич
Александр Григорьевич Шестаков (04.12.1899-23.02.1959) — советский агрохимик, доктор сельскохозяйственных наук (1948), профессор, лауреат Сталинской премии (1952).
Родился в крестьянской семье в Гжатском уезде Смоленской губернии.
В 1915 году поступил учеником на текстильную фабрику в Москве. После Октябрьской революции вернулся на родину, работал в Гжатском уездном комитете народного образования. Экстерном сдал экзамены на аттестат зрелости.
В 1922 году по путёвке ВЦСПС поступил в Московскую сельскохозяйственную академию имени К. А. Тимирязева. Занимаясь в агрохимическом кружке, в 1925 году опубликовал свою первую научную статью «О причинах отзывчивости подзолистых почв на фосфоритование».
После окончания академии (1927) был оставлен на станции питания растений ТСХА в качестве практиканта. В 1928 году зачислен в аспирантуру кафедры агрохимии, где под руководством М. К. Домонтовича написал и затем защитил кандидатскую диссертацию, темой которой стало усвоение растениями фосфорной кислоты из фосфоритов.
С 1930 года работал на кафедре агрохимии сначала ассистентом, потом старшим преподавателем и доцентом. В 1947—1956 гг. заведующий кафедрой агрохимии и биохимии.
Автор статей по вопросам применения фосфорных и калийных удобрений, их влияния на урожайность и на усвоение микроэлементов. На основании этих работ подготовил и в 1948 году защитил докторскую диссертацию «Питание растений зольными элементами и применение удобрений».
В 1956 году по состоянию здоровья ушёл с должности зав. кафедрой, оставаясь её профессором.
Умер 23 февраля 1959 года после продолжительной и тяжёлой болезни.
Лауреат Сталинской премии 1952 года — за научные исследования процесса питания растений с помощью меченых атомов.
Сочинения:
- Агрономическая химия: [Для агр. фак. с.-х. ин-тов] / Под ред. проф. А. Г. Шестакова. — Москва : Сельхозгиз, 1954. — 432 с., 6 л. ил. : ил., карт.; 27 см.